# Hôpital de Caderousse
 (décembre 2009).
Si vous disposez d'ouvrages ou d'articles de référence ou si vous connaissez des sites web de qualité traitant du thème abordé ici, merci de compléter l'article en donnant les références utiles à sa vérifiabilité et en les liant à la section « Notes et références ».
L'Hôpital de Caderousse, dans le Vaucluse, est une institution charitable qui fut fondée en 1271 et dont les dernières transformations datent de 1999. Au cours de ses huit siècles d'existence, il fut successivement appelé : Hôpital des pauvres, Hôtel Dieu, Bureau de bienfaisance, Hôpital laïque des pauvres, Hospice de Caderousse, Hôpital Public, Maison de retraite. C'est actuellement un E.H.P.A.D (Établissement d'hébergement pour personnes âgées dépendantes).

## Origine de l’hôpital de Caderousse
Si on ne trouve pas dans les documents de Caderousse, la date de création de cette première institution charitable. Aux archives d’Avignon par contre, des contrats concernant la maison d’Ancézune mentionnent dans des testaments et des legs rédigés en l’an 1271 au profit des lits des pauvres de l’hôpital de Caderousse, dont celui de Raimond Barrière, co-seigneur du Bourg, rédigé le 21 novembre 1271, par le moine clunisien Raimbaud de Vassione, prieur. Son emplacement devait se trouver non loin d’une maison claustrale et donc à l’emplacement actuel.

## Historique

### Moyen Âge
1271. Existence de l’institution.
1301 à 1399. - Tous les testaments retrouvés et exploités des archives du duché de Caderousse (Ad vaucl, 3e 54) détaillent la liste des œuvres versées pour les âmes des défunts : Au profit des pauvres de l’hôpital, pour le rachat des captifs au-delà des mers pour l’Église de Caderousse, pour les cierges etc.

### Renaissance
1414. - Sur le cadastre de la co-seigneurie de Caderousse réalisée à partir de l’année, il apparaît que l’hôpital est situé : In Carreria Per Quam Itur De Platea Ad Hospitalem (Bât. Maison) qui peut se traduire par l’expression (chemin qui permet le passage à la grande rue ou à la place de l’hôpital.
1462, le 10 janvier, l’hôpital des pauvres de Paris offre des dons en espèces à celui de Caderousse.
1551. - Dame Baroncelli, signe une reconnaissance de don pour les pauvres mendiants du bourg et ordonne une distribution d’argent le lundi des morts.
Elle était l’épouse légitime du co-seigneur Reynaudi de Cambis, qui avait son château
Rue Château Vieux, face à celui des d’Ancezune.Il fut condamné à mort pour crime de lèse majesté et son château fut laisser à l’abandon, puis démoli après le décès de sa veuve.
1558 à 1677. Existence d’un registre contenant 255 feuillets dont 56 relatent les mouvements de numéraire et de marchandises.
1558. En l’an mil cinq cent cinquante huit du treizième jour de janvier, Noble et puissant seigneur, Rostaing d’Ancezune grand seigneur de Caderousse, donne en gestion des terres et offre des quintaux de blé.
1560. En l’an 1560 à la nativité de notre Seigneur Jésus-Christ et le vingt quatrième jour du mois de septembre, Noble Dame de Baroncelli Jeanne, veut et ordonne dans son testament qu’a son décès, le prêtre soit habillé de pourpre avec un drap blanc et un coussin sur son cercueil, dans l’Église de Saint-Michel etc.…et donne à l’hôpital des pauvres de Caderousse tous ses biens. (mobiliers, immobiliers argent et rentes).
1582, apparaissent les premières archives de l’hôpital répertoriées par M.. Todeschini ancien Directeur de l’EH PAD en 1994, ainsi présentés. Une quittance de 6 écus payée à Jean Berbiguier pour la révision des pièces du procès contre la chambre apostolique relative aux biens du seigneur de Cambis. Esprit Berbiguier prend à Carpentras copie du testament de Jeanne de Baroncelli épouse de Cambis.
1583. L’hôpital installé à la maison appartenant à Jean Clauzeau et sa femme se trouve au nord de la commune dont le mur est constitué par les anciens remparts (1364) et de la seule porte qui donne accès à la route de Mornas et de Courthézon au quartier dit de Venasque.
Cette maison a été louée à la communauté des sœurs hospitalières avec promesse de vente, réalisée le 3 septembre après procès .La même année les Consuls décident de faire assurée ’administrativement l’hôpital par des recteurs nommés par eux les (maires) de Caderousse sans en référer à l’épiscopat, ce qui fit l’objet au cours des années suivantes de nombreux démêlés juridiques.
1589. Instructions pour les recteurs.
Les pauvres forains ne pourront séjourner plus de 24 heures dans les lieux, mais pourront recevoir des bonnes mains ce qu’il leur plaira de donner.
Ils feront célébrer chaque année une messe anniversaire pour l’âme de Jeanne Baroncelli et d’Anthoine Giry Bienfaiteurs.
1616. Le 14 janvier, Fabrice Vecosplus, chapelain du pape et commissaire des causes étrangères à Rome, interdit à l’évêque d’Orange ou au vice-légat de troubler la commune de Caderousse dans la possession où elle était, de faire administrer son hospice par des recteurs nommés par les consuls.

### Période moderne
1627. L’hôpital n’est qu’un taudis capable à peine de recevoir deux ou trois malades. Ils étaient servis par une femme à gage, dont les soins mercenaires se bornaient aux nécessités les plus urgentes et n’avaient jamais les secours spirituels pour objet.
À cette date l’hôpital primitif subit d’importantes réparations.
1652. Les réunions se faisaient à la maison consulaire (la mairie), les fenêtres ouvertes.
l’Abbé Barbe Vicaire Apostolique et commissaire, vérifie tous les mouvements portant sur les produits pharmaceutiques et les stocks.
Il fait attribuer 6 places dans l’Église de l’hôpital aux dames Religieuses Hospitalières qui à la suite d’un don de 500frs de monnaye de France, font placer un confessionnal.
Démêlés juridiques avec le comte de Maclas au sujet de rentes.
1666. Installation des Bénédictines.
1684. Ouverture du registre portant statuts et règlement de l’hôpital, dressé par MM de Fortia, Eymard, Carbonil, Rivasse, Berbiguier, Garin, Berthier, Védrihle députés de Caderousse .Ces lois furent approuvés par l’Evêque d’Orange.
On y trouve annexé, des nominations, et des achats.
1700. Construction de l’hôpital tel que nous le connaissons aujourd’hui. Son plan formait un quadrilatère régulier. De l’ouest à l’est, le corps du bâtiment principal, percé de cinq grandes baies ; dans l’aile gauche, en bas, la chapelle séparée du chœur des religieuses par un petit mûr surmonté d’une grille, au-dessus une salle et dortoir des malades.
Devant, un grand mûr clôturant la cour et portant l’inscription : hôtel-dieu.
1707. Le 4 septembre une lettre du Légat du Pape informe les consuls et particuliers de la ville de Caderousse de l’installation de quatre religieuses pour le service des malades.
1712. L’installation des quatre religieuses de la communauté de Saint-Mandé doit verser à chaque religieuse 100 livres et 200 à celle qui sera supérieure.
Pendant quatre années elles durent séjourner au château Ducal. (Rue Château Vieux) Elles furent remplacées par les sœurs du Saint-Sacrement précédées par les Sœurs Hospitalières de la Miséricorde.
1716. Mère Gilbert et sœur Clevet et leurs deux compagnes prennent possession de leur nouveau logis. Une des sœurs relate dans son journal :
Le logement est restreint. La cuisine sert à la fois de réfectoire, de boulangerie, de buanderie, et, durant l’hiver de salle de communauté ;La maison n’avait d’autre cheminée que celle de la cuisine pour se chauffer lors des grands froids.On était si pauvre, qu’on ne pouvait acheter de l’huile pour tous les besoins. Le dortoir était si petit qu’on prenait notre repos avec des pigeons et nous avions des poules pour voisines.
1720. Tous les visiteurs entrant dans Caderousse par la porte de Courthézon et suspectés par la garde de porter le virus de la peste sont placés en quarantaine dans un enclos extérieur de l’hôpital.
1733. Affaire juridique entre l’hôpital et le comte de Maclas au sujet d’un legs.
1748. Acte important de M.Vedrilhe, ancien officier dans le régiment de Picardie originaire de la ville d’Orange mais habitant Caderousse, fait auprès du notaire de Piolenc pour des legs au profit de ses deux filles et des pauvres de l’hôpital du lieu de sa résidence.
1763 le 30 avril. Réception de 99 mandats et de 131 redevances.
1753 le 27 septembre. Accord de convention entre l’hôpital et les Dames Supérieures et Religieuses Hospitalières sur le fonctionnement de la communauté du monastère et des pauvres malades :
- que les pauvres soient logés de manière convenable et avec aisance.
- que les religieuses puissent utiliser les biens de leur monastère pour servir aux biens des malades.
- que des aménagements soient réalisés, cuisine, escalier, parloir et grenier.

1761. Désignation du sieur Guérin pour la fourniture des médicaments.
1770. La Supérieure, Sœur Lamande de la Miséricorde de Jésus confesse M. Chadot qui a remis la somme de 30 livres monnaye de France pour une pension qu’il supporte à la communauté des pauvres de Caderousse.
1785. Don de M. Henri Chadot de 30 livres roy.
1786-1787-1788. Dons de M. Henri Chadot d’une somme de 60 livres roy et 30 livres pour 2 années de pension. Les sœurs d’Hugues de Sainte Madelaine et les Saintes Marie et Rosalie le remercie pour sa générosité.
1790. Destruction des Armoiries placées devant l’entrée.
1792. Confiscation des biens de l’hôpital.Récapitulatif des tableaux existants,
-No1 -1734-1737
Messire Benoît Ambroise de la Beau de Berrard, Marquis de Maclas, décédé le 19 février 1737…Lègue aux pauvres de l’hôpital de Caderousse la somme de 500 livres monnaye de France à la charge de faire dire et célébrer une messe basse pour le repos de son âme, le jour de son décès en mémoire duquel bienfait, Mrs les recteurs ont fait faire ce tableau.
-No2 -1729-1740
Gabrielle Louise de Lacroix de Cerisay, décédée le 8 avril 1739 …fait de l’hôpital des pauvres de Caderousse héritier universel de tous ses biens présents et à venir en mémoire de ce bienfait le bureau a fondé une grande messe annuellement le jour de son décès et fait faire le présent tableau le 3 janvier 1740.
-No3-10 mai 1740 30 mai 1740
Messire jacques Prudhomme de Melle seigneur de la Noyère, capitaine dans le régiment de Monteil Cavaliéri, décédé le 28 mai 1740…fait don aux pauvres de cette ville de 5 000 livres roy. En reconnaissance duquel le bureau de l’hôpital a délibéré de lui faire dire une grande messe toutes les années le jour de son décès. Les recteurs ont fait faire le présent tableau le 30 mai 1740.
-No 4- 1748-1752
M.Joseph de Vedrhille décédé le 1er août 1752…. institue comme héritiers universels les pauvres de l’hôpital de cette ville en mémoire duquel bienfait le bureau a fondé une grande messe annuellement le jour de son décès et fait faire ce présent tableau à
Caderousse.
-No 5- 1759-1769
Dame Claire de Bellon veuve de Messire Pierre de Granial décédée le 14 mars 1759 fait acte près du notaire de cette ville a donné pour don gratuit aux pauvres de l’hôpital la somme de 300 livres en mémoire duquel bienfait le bureau a fait faire le présent tableau le 9 février 1769.
-No 6- 1767-1781
Demoiselle Marie Joseph Elisabeth Fromant lègue à l’hôpital des pauvres de Caderousse la somme de 300 livres sans aucune charge en reconnaissance duquel bienfait le bureau a fait faire le présent tableau le 6 juillet 1781.
-No 7 -2 octobre 1782 -5 avril 1783
M.Mathieu Vaton décédé le 2 octobre 1782 par son dernier et valable testament reçu par M ; Castion notaire fils institue comme héritiers universels les pauvres de l’hôpital de cette ville en mémoire duquel bienfait le bureau a fait faire le présent tableau à Caderousse le V avril MDCCIXXXIII = 1783.
Acte de récapitulation établie par un commissaire du Vaucluse portant sur les biens capitaux détenus par l’Hospice. 8107 livres 8 c.
À cette date l’hôpital deviendra (Hospice de Bienfaisance) et l’acte comprend 10 articles signés par François Raymond le 23 Frimaire.
1827. Lettre du Sous-préfet relatif à un legs de 3 000 francs pour les pauvres honteux de Caderousse.
1837. Le Préfet demande à adjoindre aux deux médecins déjà en exercice, le sieur Romuald
Rollet, docteur en médecine à titre bénévole.
1838. Lettre du Sous-préfet d’Orange relatif au legs de 8 000 francs de Madame la Duchesse de Gramont.

### Période contemporaine
1843.(Recati)
Projet de construction d’un hangar pour servir de refuges aux bestiaux lors des inondations du Rhône.
Agrandissement de l’hospice :
- démolition de la façade du midi qui menace ruine.
- démolition et disparition complète des deux ailes de la chapelle ce qui permettra l’aération des chambres des malades par l’ouverture de fenêtres qui donneront de l’air et du soleil.
- démolition du pignon ouest qui surcharge cette partie du mur.
- démolition et reconstruction de la toiture qui couvre la salle des hommes.
- démolition d’une génoise de la salle des femmes.
- démolition du grenier placé au-dessus de la salle des hommes.
- construction de deux chambres au-dessus de la salle des femmes.
- réfection du parquet de la première classe des filles.
- démolition du mur de la rue bâti en pierre et remplacé par une balustrade en fer.
- retrait de l’alignement sur l’angle Est de l’hospice de 1,50 m pour faciliter le passage des voitures.
- reconstitution de la façade sur les trois étages ayant chacun 7 ouvertures.
- création d’un canal qui aboutira au puits pour éviter les infiltrations dans les pièces.

La réception des travaux fut très longue par l’observation de nombreuses malfaçons.
Un plan cadastral de l’hospice et de l’école des filles fut réalisé. Pas retrouvé dans les archives.
La même année nombreuses conventions furent signées et notamment avec :
- sieurs Reynaud père et fils sur la fourniture de viande de mouton.
- sieur André Ferragut, boulanger pour la fourniture de pain.

1893. Chiffrage :
- Nombre d’indigents ayant droit à l’assistance : 35
- Nombre d’indigents ayant reçu l’assistance médicale à domicile : 78

1902. Le Maire demande la fermeture de l’école des filles, car écrit-il au Préfet, si cet établissement restait ouvert, ce serait du plus mauvais effet pour la population républicaine de Caderousse.
1933. Plainte au conseil d’état contre une décision de la commission administrative de l’hôpital sur la nomination d’un directeur à la suite du départ des Sœurs Hospitalières de l’Immaculée Conception.
Monsieur Dupeyre olivier 30 ans ancien infirmier militaire, est retenu pour assurer la nourriture et les soins des 11 personnes hospitalisées.
1943. Inventaire de la chapelle de l’hôpital.
1955. Les documents consultés révèle l’existence d’une petite chapelle qui servait de dépotoir et devait se trouver à l’entrée à droite ?
1956. Nomination de M. Albin Aubépart comme Directeur économe.
1959. Installation d’un chauffage central à l’hospice qui compte 40 lits. Classement de l’Hospice en Hospice et Maison de retraite.
1966. La chapelle est transformée en salle de loisirs.
1967. Désaffectation de la chapelle qui est en très mauvais état. Tous les objets de culte ou appartenant à l’Église sont remis au curé de la Paroisse.
1967-1996. Travaux : Réaménagement interne des installations sanitaires et du service de distribution de l’eau. Construction d’un ascenseur. Aménagement du 4e étage par des chambres à 1 lit. Aménagement du 1er et du 3e étage chambres à 1 et 2 lits. Construction d’un bâtiment comprenant 10 chambres, inauguré au mois de juin 1997. L’humanisation des locaux de l’ancien bâtiment a été terminée le 31 décembre 1999.